# Nio EP9

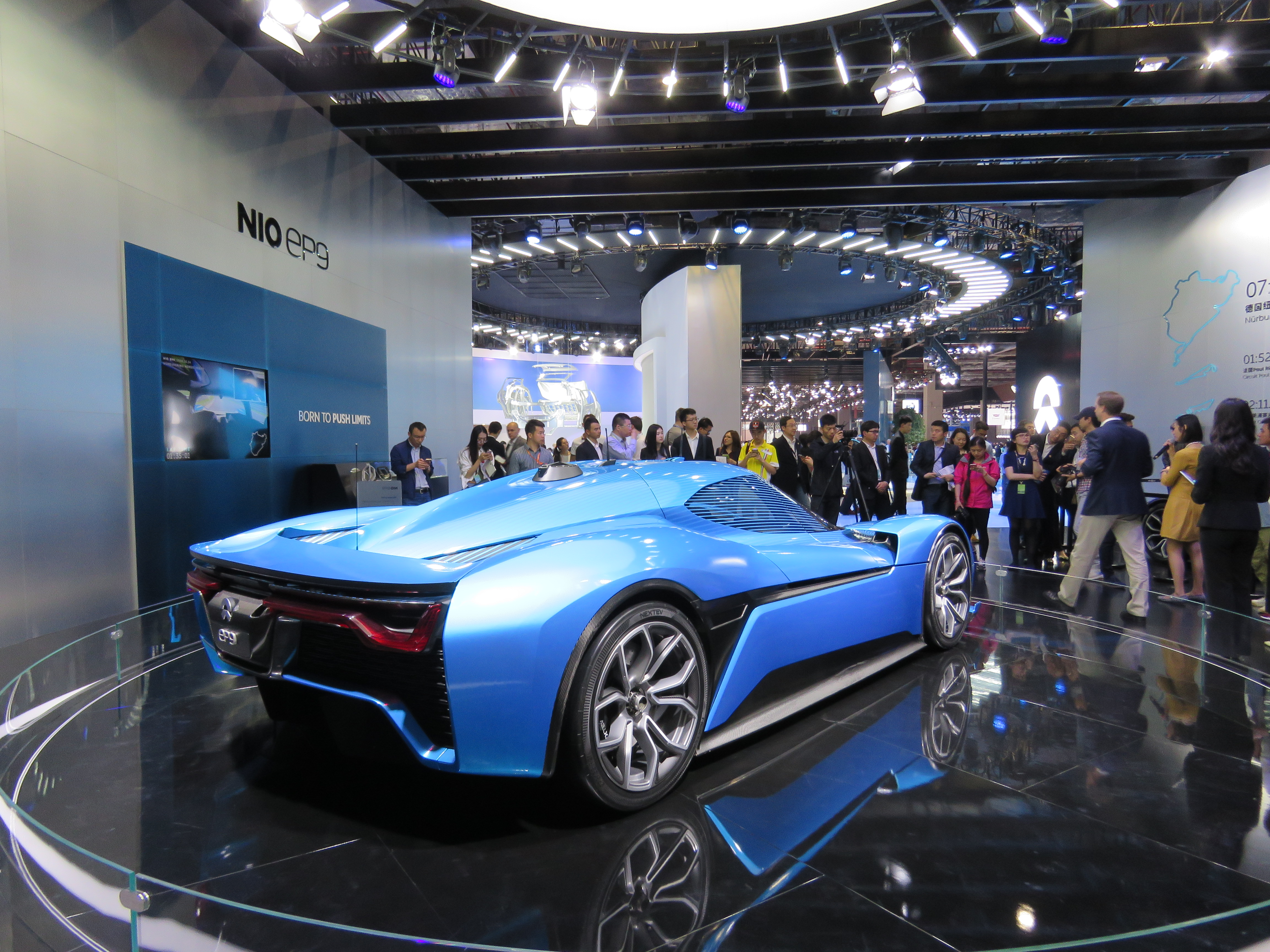
Heckansicht

Der Nio EP9 ist ein elektrisch angetriebener, zweisitziger Supersportwagen. Er wird unter Beteiligung der Formel-E-Sparte des Unternehmens bei Nio hergestellt und hält mehrere Geschwindigkeitsrekorde.

## Historie
Der EP9 wurde in nur 18 Monaten entwickelt und im November 2016 der Öffentlichkeit in der Saatchi Gallery in London präsentiert.
Sechs EP9, deren Produktionswert mit je 1,2 Millionen US-Dollar angegeben wird, wurden bislang gefertigt, fünf an Nio-Investoren verkauft. Zehn weitere EP9 werden derzeit gebaut und sollen an Interessenten verkauft werden.

## Technische Daten
Jedes Rad des EP9 hat seinen eigenen Motor und seine eigene Übersetzung. Jeder Motor leistet 250 kW; zusammen ergeben sie 1000 kW und ein Drehmoment von 1480 Nm. Der EP9 kann entweder im Allradmodus gefahren werden oder über eine direkte Anwahl der Antriebsräder. Der Supersportwagen hat ein Drehmomentverteilsystem, das das Drehmoment pro Rad bemisst. Die Batteriekapazität ist für bis zu 427 km ausgelegt. Dann kann der Akku gewechselt oder in 45 Minuten geladen werden.
Der EP9 ist mit einer aktiven Radaufhängung ausgerüstet, inklusive einer computergesteuerten Höhenkontrolle, die in einer Sekunde 200 Berechnungen durchführt.
Die Bremsen des EP9 wurden von NextEV konstruiert.
Das Chassis besteht aus kohlenstofffaserverstärktem Kunststoff (KfK) und basiert auf dem technischen Reglement der FIA für Prototypen bei den 24 Stunden von Le Mans. Die Außenhaut besteht ebenfalls aus KfK. Die Batterien wiegen 635 Kilogramm, das Gewicht der KfK-Komponenten summiert sich auf 364 Kilogramm. Das Gesamtgewicht des EP9 wird mit 1735 Kilogramm angegeben.

## Leistung
Der EP9 beschleunigt von Null auf 100 km/h in 2,5 Sekunden, 200 km/h erreicht er nach 6,0 Sekunden. 300 km/h schnell ist das Fahrzeug nach 15,9 Sekunden. Die Höchstgeschwindigkeit beträgt auf Grund des Getriebes 313 km/h.

## Design

### Exterieur
Der Heckflügel des EP9 ist auf drei Positionen einstellbar: Parkposition, geringer Abtrieb und hoher Abtrieb. Bei einer Geschwindigkeit von 240 km/h beträgt der Abtrieb 24,47 Kilonewton, 200 Prozent mehr als bei einem Formel-1-Rennwagen. Die maximale Querbeschleunigung liegt etwa bei 3g.

### Interieur
Wie die Karosserie und das Chassis, besteht auch der Innenraum aus einer CfK-Struktur. Es gibt vier Monitore: je einen im Blickwinkel von Fahrer und Beifahrer, einen in der Konsole zwischen den beiden Plätzen und einen im Lenkrad.
- Monitore vor Fahrer und Beifahrer – beide weisen die Leistungsdaten aus, funktionieren aber unterschiedlich. Auf der Beifahrerseite werden nur vier Werte dargestellt: Geschwindigkeit, Rundenzeit, Querbeschleunigung in G und die Herzfrequenz des Fahrers.
- Monitor in der Mittelkonsole – der weist Leistungsdaten und Rundenzeiten aus, außerdem eine Streckenkarte mit der aktuellen Position des Autos.
- Monitor im Lenkrad – Dabei handelt es sich um eine vereinfachte Version des Lenkrads, wie es in NextEVs Formel-E Monoposto verwendet wird.

## Weltrekorde
Der EP9 fuhr am 12. Mai 2017 auf der Nordschleife des Nürburgrings die zweitschnellste Rundenzeit, die dort je von einem ausschließlich elektrisch angetriebenen Auto gefahren wurde (6:05,336 Volkswagen I.D. R Pikes Peak im Juni 2019). Die 6:45,90 hätten beim 1000-km-Rennen 1983 für den achten Startplatz mitten unter Sportprototypen ausgereicht.
Insgesamt hält er dort die sechstschnellste Zeit. Rundenrekorde hält der EP9 auf den Rundstrecken von Paul Ricard in Frankreich, auf dem Circuit of The Americas in Texas, USA und auf dem Shanghai International Circuit. Auf dem Circuit of the Americas markierte der EP9 sogar eine Rekordrunde für autonom gesteuerte Autos.
| Strecke                        | Rundenzeit                      |
| ------------------------------ | ------------------------------- |
| Nürburgring Nordschleife       | 6:45,90                         |
| Circuit Paul Ricard            | 1:52,78                         |
| Circuit of The Americas        | 2:11,39 (driver) 2:40,33 (auto) |
| Shanghai International Circuit | 2:01,11                         |
| Goodwood Festival              | 0:44,61                         |